# Movimento Sociale Italiano
Der Movimento Sociale Italiano (abgekürzt MSI), deutsch Italienische Sozialbewegung, war eine neofaschistische italienische Partei, die am 26. Dezember 1946 von ehemaligen Funktionären und Anhängern der Italienischen Sozialrepublik und deren faschistischer Staatspartei, dem PFR, gegründet wurde. Parteisymbol wurde 1947 die Flamme in den italienischen Nationalfarben (fiamma tricolore). 1995 ging der MSI in der gemäßigt auftretenden Alleanza Nazionale auf.

## Frühe Jahre
Die Partei, die am Anfang vom faschistischen General Rodolfo Graziani unterstützt wurde, der bis 1954 Ehrenpräsident des MSI war, trat im Jahre 1948 zum ersten Mal bei nationalen Wahlen an, bei denen sie mit 2 % der Stimmen bei den Wahlen zum Abgeordnetenhaus und 0,8 % bei den Wahlen zum Senat erhielt.
Nach der Auflösung der politischen Gruppierung des Uomo Qualunque stieg der Zuspruch der Partei vor allem in Süditalien, wo die Großgrundbesitzer sie als Reaktion auf die Besetzungen ihres Landes und die Unruhen der Bauern, die der PCI unterstützte, förderten.
Der MSI war grundsätzlich in zwei Hauptströmungen geteilt: Im Norden orientierten sich die Anhänger eher an der „sozialen“ Programmatik der RSI, im Süden dagegen dominierte ein nationalkonservativer, eng mit dem monarchistischen Lager verbundener Flügel (dazu kam bald eine dritte Strömung, die sich an den Schriften Julius Evolas orientierte). Diese Teilung zeichnete sich deutlicher ab, als bei den folgenden Wahlen die Stimmenanteile im Süden doppelt so hoch waren wie im Norden – mit einzelnen Spitzenergebnissen von 15 % vor allem in Neapel, Lecce, Catania und Reggio Calabria. Der MSI bildete in den 1950er Jahren im Gemeinderat verschiedener italienischer Städte eine Koalition mit den Monarchisten (Neapel, Caserta, Lecce, Bari, Foggia, Reggio Calabria, Catania, Latina, Pescara, Campobasso und Salerno), wodurch die Partei de facto legalisiert wurde. 1950 wurde außerdem die CISNAL gegründet, eine der Partei nahestehende Gewerkschaft, deren Chef Giovanni Roberti war, ein Abgeordneter des MSI.
Nachdem der MSI bei den Parlamentswahlen 1953 5,8 % der Stimmen erhalten hatte, wurde Arturo Michelini Vorsitzender der Partei. Unter seinem Vorsitz unterstützte die Partei den Beitritt zum Nordatlantikpakt und seit 1960 die Minderheitsregierung unter Führung des Christdemokraten Fernando Tambroni. Von Seiten der Opposition wurde diese inoffizielle Allianz als Beginn eines autoritären Rucks der Regierung interpretiert, was diese in Verlegenheit brachte. Die DC drängte Tambroni zum Rücktritt, da sie durch die Auseinandersetzungen mit den anderen Parteien stark geschwächt war, die damit drohten, ganz Italien in Aufruhr zu versetzen. Wider Erwarten lehnte Staatspräsident Giovanni Gronchi den Rücktritt ab, vor allem weil angesichts des aufgeheizten politischen Klimas kein anderer Christdemokrat bereit war, Tambroni zu ersetzen und eine neue Regierung zu bilden.
Der MSI blieb weiter eine wichtige Stütze dieser Regierung. Indem er einen Kongress in Genua veranstaltete, wollte sich die Partei allgemeine Aufmerksamkeit verschaffen. Da die Stadt die Tapferkeitsmedaille der Resistenza trug, wurde die Entscheidung der Partei, den Kongress dort abzuhalten, als Provokation angesehen. Weiterhin wurde der faschistische Ex-Präfekt Basile zum Präsidenten des Kongresses bestimmt, der unter dem Verdacht der Kollaboration mit den Nationalsozialisten stand. In Folge entlud sich der Protest in Ligurien in Demonstrationen und Streiks. Zwischen Juni und Juli 1960 kam es auch im ganzen Rest von Italien zu gewalttätigen Zusammenstößen mit den Ordnungskräften. Es wurden auswärtige Einheiten der Carabinieri und der Bereitschaftspolizei nach Genua gerufen, denen teilweise gewalttätige Demonstranten gegenüberstanden (teils koordiniert von Sandro Pertini und anderen Vertretern des Widerstands). Die Demonstranten behielten dabei die Oberhand, die Polizei sah sich zu Verhandlungen gezwungen, und es kam zu einer politischen Lösung, um die Ordnung in der Stadt wiederherzustellen: dem MSI wurde untersagt, ihren Kongress abzuhalten. Die folgenden Zusammenstöße von rechten und linken Gruppierungen vor allem in Reggio nell’Emilia, Rom und Palermo waren nicht weniger gewalttätig und forderten etwa zehn Todesopfer.
Die 1952 gegründete Parteizeitung Secolo d’Italia erreichte in den Sechzigerjahren eine Auflage von über 150.000 Exemplaren.

## Verfassungsfeinde

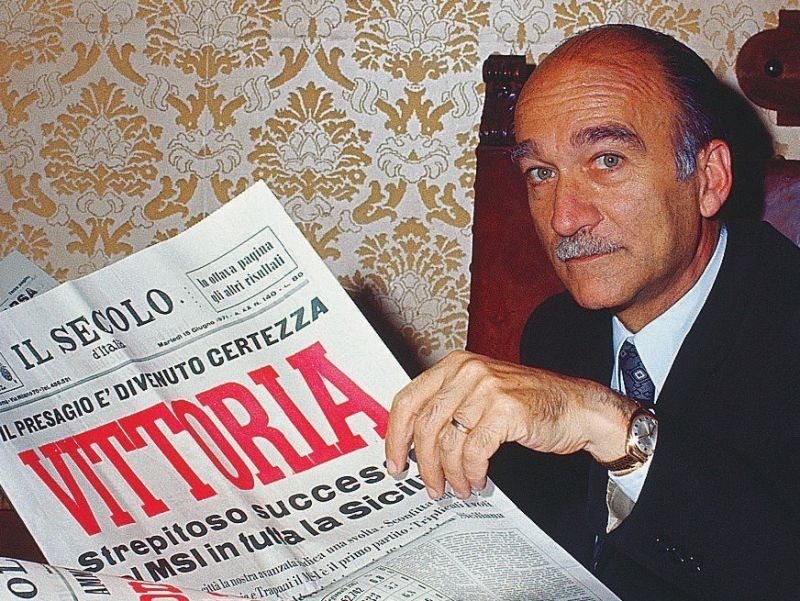
Giorgio Almirante liest die Parteizeitung Il Secolo (1971)

Nach dem Ende dieser Legislaturperiode wurde der MSI infolge der Ereignisse von Genua aus der Reihe der Mitte-rechts-Parteien ausgegrenzt. Auch die Rückkehr von Giorgio Almirante, eines ausgewiesenen Faschisten und zuvor bereits Generalsekretär der Partei, führte nicht zu einer Änderung dieser Situation. In der öffentlichen Debatte wurde nun die Redewendung arco costituzionale („Verfassungsbogen“) geprägt, zu dem der MSI nicht gehörte (die Redewendung bezog sich auf antifaschistische Werte, die in der italienischen Verfassung von 1946 verankert sind). Für die folgenden Jahre blieb der MSI also aus der italienischen Politik ausgeschlossen – mit Ausnahme der gesetzlich garantierten Rechte wie beispielsweise der Teilnahme an Wahlen.
Almirante nutzte die Ausgrenzung seitens der anderen Parteien zur Zusammenarbeit mit anderen Gruppierungen am rechten Rand. Mit ihnen wollte er eine heimliche, zwischen den Christdemokraten und den Linken positionierte Allianz bilden. Mit der steigenden Anerkennung des MSI seitens der Mitte-links-Parteien und der Annäherung an die Ideen des „historischen Kompromisses“ wurde dieser Anspruch der Opposition immer mehr anerkannt. Der MSI änderte ihren Namen in Movimento Sociale Italiano – Destra Nazionale („Italienische Sozialbewegung – Nationale Rechte“).
Im Juli 1970 beteiligte sich der MSI an den „Vorkommnissen von Reggio“, als sich die kalabrische Stadt gegen die Pläne der Regierung wehrte, den Regierungssitz der Region nach Catanzaro zu verlegen. Die Gegenwehr war zunächst von den Linken getragen worden, aber Francesco Franco (bekannt als Ciccio Franco, auf Deutsch „Dickerchen Franco“), ein Funktionär der neofaschistischen Gewerkschaft CISNAL, prägte den Slogan boia chi molla („Wer zurückweicht, ist ein Verräter“) und organisierte eine Kundgebung der Rechten, die zum regelrechten Aufstand mit Straßenbarrikaden und bewaffneten Auseinandersetzungen mit der Polizei ausartete. Der Aufruhr konnte erst im Februar des folgenden Jahres durch den Einsatz von Panzerfahrzeugen in der Stadt beendet werden. Bei den Kommunalwahlen, die im Juli 1971 abgehalten wurden, erhielt die Partei trotz der angespannten Lage hohe Wahlergebnisse in der Region: 23 % in Catania und 21 % in Reggio.
Bei den Wahlen von 1972, bei denen der MSI gemeinsam mit den Monarchisten kandidierte, erhielt er 8,7 % der Stimmen. In den 1970er Jahren stieg die Unterstützung für die Partei unter den Jugendlichen Italiens stark an. Der bewaffnete Kampf auf den Straßen zwischen den opposti estremisti, den so genannten „entgegengesetzten Extremisten“, verstärkte sich. Die Fronte della Gioventù, die Jugendorganisation der Partei, kämpfte gegen die FGCI, die mächtige Jugendorganisation der Kommunisten. Die extremen Ränder der beiden Organisationen hatten Kontakte zu bewaffneten Banden und terroristischen Gruppen.
Es kam zu Dutzenden von blutigen Zusammenstößen zwischen jungen Leuten, über die in den Massenmedien und in der Öffentlichkeit heftig diskutiert wurde, weshalb der MSI eine unrühmliche Berühmtheit erlangte. Die Partei war in dieser Zeit gespalten zwischen der Mehrheit um Giorgio Almirante und einer ansehnlichen radikaleren Strömung unter der Führung von Pino Rauti, der eine wichtige Rolle beim „kalabrischen Aufstand“ gespielt hatte. Ein Teil spaltete sich ab, aus dem sich eine Partei mit dem Namen Democrazia Nazionale entwickelte, die nicht lange überlebte.

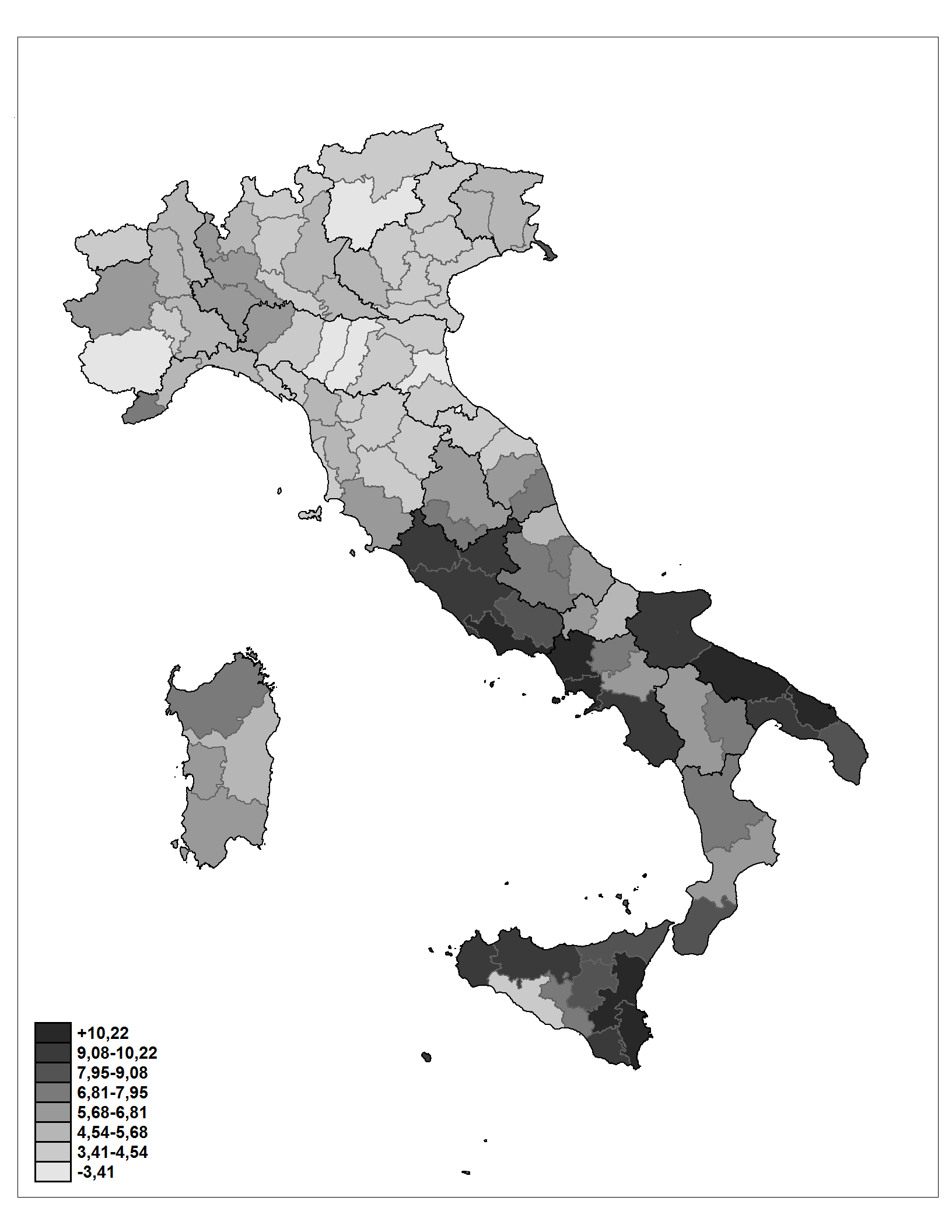
Stimmenanteile des MSI bei der Parlamentswahl 1983

Während der gesamten 1970er und 1980er Jahre organisierte der MSI Kampagnen (zum Beispiel beim Referendum über die Ehescheidung), deren Forderungen denen der katholischen Kirche entsprachen. Ziel war es, der Democrazia Cristiana Wählerstimmen zu entziehen und eine „Koalition des Moralismus“ zu bilden, die sich in Opposition zu den Positionen des Partito Radicale und des PSI befinden sollte. Außerdem wurde der moralische Verfall, die Veruntreuung und Korruption in Regierung und Verwaltung angeprangert. Ferner versuchte der MSI wiederholt Wähler unter den Militärs zu gewinnen, die der Partei teils nahestanden. Verschiedene Vertreter der Streitkräfte und der Geheimdienste (zum Beispiel Vito Miceli oder Giuseppe Santovito) waren in Skandale verwickelt, weil sie geheime Internate des MSI besuchten.
Bei der Europawahl 1984 konnten sie mit 6,5 % ein Mandat dazugewinnen und gründeten gemeinsam mit der Front National die Fraktion der Europäische Rechten. Diese verließen sie jedoch nach der Europawahl 1989 wieder, als es in Folge des Einzugs der deutschen Republikaner ins Europaparlament zu Auseinandersetzungen um die Südtirolfrage kam.
Auch auf nationaler Ebene verbesserten sich die Ergebnisse des MSI nicht: die Wahlergebnisse der Partei schrumpften im Laufe des Jahrzehnts sogar, schließlich erhielt sie bei den Wahlen von 1987 weniger als 6 % der Stimmen.

## Imagewechsel, Umbenennung und Erbe

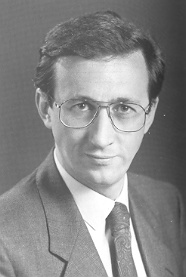
Gianfranco Fini, 1992

Nach diesem Misserfolg bei den Wahlen und dem Tod Almirantes wechselten sich Gianfranco Fini, Pino Rauti und seit 1991 wieder Fini im Vorsitz der Partei ab. Die frühen 1990er Jahre waren eine Zeit der Umbrüche für die Partei, geprägt durch eine Identitätskrise und durch das Risiko des völligen Verschwindens nach dem Referendum über die Einführung des Mehrheitswahlrechts 1993. Die Propaganda der Partei in der damaligen Zeit war durch eine Rückbesinnung auf die faschistische Vergangenheit gekennzeichnet. Bezeugt wird dies durch das Versprechen Finis aus dem Jahre 1991, den „Faschismus des Jahres 2000“ zu verwirklichen, den Auftritt bei den Parlamentswahlen 1992 mit der Kandidatin Alessandra Mussolini, der Enkelin des Duce, aber auch bei den Gedenkfeiern zum siebzigsten Jahrestag des Marsches auf Rom. Außerdem ritt der MSI auf der Welle des Protests gegen das politische System, etwa durch die bedingungslose Unterstützung für den damaligen Staatspräsidenten Francesco Cossiga. Nach dem Auffliegen des Tangentopoli-Systems führte der MSI eine aggressive Kampagne gegen das damalige Fünfparteiensystem und die angeblichen „Diebe in der Regierung“ und erklärte ihre Unterstützung für die Ermittlungen „Mani pulite“.
Das hohe Abschneiden der Partei bei den Regionalwahlen 1993, bei denen es dem MSI gelang, stärkste Partei in Rom und Neapel zu werden, und Platz zwei in zahlreichen kleineren Gemeinden zu erreichen, war ein Zeichen für einen politischen Kurswechsel. Gianfranco Fini begann eine Politik der Reform der Partei, auch unterstützt durch die Gründung der populistischen Partei Forza Italia unter Silvio Berlusconi. Zur Parlamentswahl im März 1994 trat der MSI – auf Vorschlag des Abgeordneten Giuseppe Tatarella und des konservativ-monarchistischen Politikprofessors Domenico Fisichella – erstmals unter der Bezeichnung Alleanza Nazionale an. In Mittel- und Süditalien traf der MSI im Rahmen des Mitte-rechts-Bündnisses Polo del Buon Governo Absprachen mit Forza Italia, um die Chancen auf die nach Mehrheitswahlrecht vergebenen Direktmandate zu erhöhen. Der MSI konnte seinen Stimmenanteil auf 13,4 % und die Zahl seiner Abgeordneten auf 110 verdreifachen.
Nach dem Wahlsieg des von Berlusconi geführten Bündnisses wurde der MSI Teil der Mitte-rechts-Mehrheitsregierung, der auch die Lega Nord angehörte. Im Kabinett Berlusconi I stellte der MSI/Alleanza Nazionale einen stellvertretenden Ministerpräsidenten – Giuseppe Tatarella – sowie fünf Minister (Landwirtschaft, Verkehr, Post, Kultur und Umwelt). Im Sinne der Distanzierung von der faschistischen Vergangenheit waren diese keine Spitzenvertreter des bisherigen MSI, sondern kamen aus der zweiten Reihe oder waren erst im Zuge des Wandels 1994/95 der Partei beigetreten. Postminister Tatarella nutzte sein Amt jedoch, um den faschistischen Philosophen Giovanni Gentile mit einer Briefmarke zu ehren.
Kurz nach dem Zusammenbruch der Regierung Berlusconi im Januar 1995, erklärte Fini die Erfahrung des MSI für beendet. Auf dem Parteitag in Fiuggi vom 25. bis 29. Januar 1995 gründete er die Alleanza Nazionale, die die Rechtsnachfolge des MSI antrat und in ihrem Logo auch weiterhin die dreifarbige Flamme mit den Buchstaben „M.S.I.“ führte. Nach diesem Parteitag wird der Wandel des neofaschistischen MSI zur nationalkonservativen Massenpartei Alleanza Nazionale als svolta di Fiuggi („Wende von Fiuggi“) bezeichnet – analog zur svolta della Bolognina, durch die sich fünf Jahre zuvor die Kommunisten zu „Linksdemokraten“ gewandelt hatten.
Pino Rauti, der Führer des bewegungsfaschistischen Flügels der Partei, wollte diesen Wechsel nicht mittragen, den er als „Verleugnung der eigenen Geschichte“ ansah. Er gründete mit seinen Mitstreitern kurz nach dem Kongress von Fiuggi eine neue politischen Partei namens Movimento Sociale–Fiamma Tricolore, welche die neofaschistische Tradition des MSI fortführte. Nur in Südtirol entstand die Nachfolgepartei Unitalia unter Donato Seppi. Alessandra Mussolini verließ die Alleanza Nazionale 2003 und gründete die Azione Sociale, nachdem Fini bei einem Israelbesuch den Faschismus als „Teil der Epoche des absoluten Bösen“ bezeichnet hatte.
Ehemalige MSI-Mitglieder waren nach der Fusion von Alleanza Nazionale und Forza Italia 2009 hauptsächlich in der Mitte-rechts-Sammelpartei Il Popolo della Libertà (PdL) zu finden (der sich auch Alessandra Mussolinis Azione Sociale anschloss). Von dieser spalteten sich 2010 die Anhänger Gianfranco Finis als Futuro e Libertà per l’Italia (FLI) ab. Eine weitere Abspaltung mit maßgeblicher Beteiligung ehemaliger MSI-Mitglieder (geführt von Giorgia Meloni und Ignazio La Russa) ist die Ende 2012 entstandene Partei Fratelli d’Italia, die Anfang 2014 auch die grün-weiß-rote Flamme in ihr Logo aufnahm.

## Politische Sekretäre des MSI

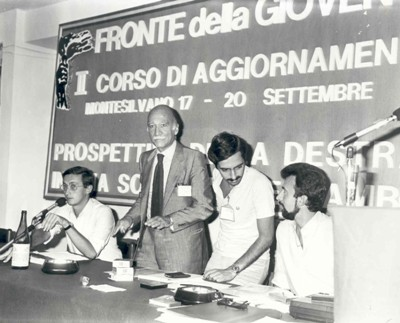
Giorgi Almirante (Mitte, stehend) und Gianfranco Fini (links) bei einer Veranstaltung der Fronte della Gioventù (1981)

- Giorgio Almirante (ab Dezember 1946)
- Augusto De Marsanich (ab Januar 1950)
- Arturo Michelini (ab Oktober 1954)
- Giorgio Almirante (ab Juni 1969)
- Gianfranco Fini (ab Dezember 1987)
- Giuseppe „Pino“ Rauti (ab Januar 1990)
- Gianfranco Fini (ab Juli 1991).

## Parteikongresse
- 27.–29. Juni 1948 in Neapel
- 28. Juni–1. Juli 1949 in Rom
- 26.–28. Juli 1952 in L’Aquila
- 9.–11. Januar 1954 in Viareggio
- 24.–26. November 1956 in Mailand
- 2.–4. August 1963 in Rom
- 12.–14. Juni 1965 in Pescara
- 20.–23. November 1970 in Rom
- 18.–21. Januar 1973 in Rom
- 13.–16. Januar 1977 in Rom
- 5.–7. Oktober 1979 in Neapel
- 18.–21. Februar 1982 in Rom
- 29. November–2. Dezember 1984 in Rom
- 11.–14. Dezember 1987 in Sorrento
- 11.–14. Januar 1990 in Rimini
- 25.–29. Januar 1995 in Fiuggi (beschloss die Umwandlung der Partei in die Alleanza Nazionale)

## Ehemalige MSI-Mitglieder in Nachfolgeparteien
- Gianni Alemanno (AN, PdL, Movimento Nazionale per la Sovranità, FdI), Land- und Forstwirtschaftsminister (2001–2006), Bürgermeister von Rom (2008–2013)
- Roberta Angelilli (AN, PdL, NCD), Europaabgeordnete (1994–2014), Vizepräsidentin des Europäischen Parlaments (2009–2014)
- Gianfranco Fini (AN, PdL, FLI), Parteivorsitzender der AN (1995–2008), Außenminister (2004–2006), Präsident der Abgeordnetenkammer (2008–2013)
- Maurizio Gasparri (AN, PdL, FI), Kommunikationsminister (2001–2005), Vizepräsident des Senats (2013–2018)
- Giorgio Holzmann (AN, PdL, FdI), Abgeordneter (2006–2013)
- Ignazio La Russa (AN, PdL, FdI), Verteidigungsminister (2008–2011), Vizepräsident des Senats (seit 2018)
- Altero Matteoli (AN, PdL, FI), Umweltminister (1994–95 und 2001–06), Verkehrsminister (2008–2011)
- Giorgia Meloni (AN, PdL, FdI), Ministerin für Jugend und Sport (2008–2011), Parteivorsitzende der FdI (seit 2014), Präsident des Ministerrates (seit 2022)
- Mauro Minniti (AN, PdL, La Destra), Vizepräsident des Südtiroler Landtags (2008–2011)
- Pietro Mitolo (AN, PdL), Abgeordneter (1994–2001)
- Cristiana Muscardini (AN, PdL, FLI, Conservatori e Social Riformatori), Europaabgeordnete (1989–2014)
- Alessandra Mussolini (AN, AS, PdL, FI), Europaabgeordnete (2004–08 und 2014–19), Senatorin (2013–14)
- Donato Seppi (AN, Unitalia), Mitglied des Südtiroler Landtags (1998–2013)
- Francesco Storace (AN, La Destra, Movimento Nazionale per la Sovranità, FdI), Regionalpräsident von Latium (2000–2005), Gesundheitsminister (2005–06), Senator (2006–08)
- Mirko Tremaglia (AN, PdL, FLI), Minister für die Auslandsitaliener (2001–2006)
- Alessandro Urzì (AN, PdL, FLI, L’Alto Adige nel cuore, FdI), Mitglied des Südtiroler Landtags (seit 1998)